# Ostmitteleuropa

Das Kerngebiet Ostmitteleuropas
Zum weiteren Ostmitteleuropa gelegentlich gezählt

Unter Ostmitteleuropa versteht man den Osten Mitteleuropas.

## Zuordnung im Sprachgebrauch
Eine eindeutige Definition der geografischen Regionen West- und Ostmitteleuropa ist kaum sinnvoll, weil die historische Entwicklung und der Entwicklungsstand der dort liegenden Staaten zu berücksichtigen wäre.
Im Sprachgebrauch West- und Ostmitteleuropas spiegelt sich annähernd folgende Zuordnung der Staaten wider:
- Westmitteleuropa: Deutschland, Österreich, die Schweiz und Liechtenstein
- Ostmitteleuropa: zumindest Polen, Tschechien, die Slowakei, Ungarn sowie auch Siebenbürgen, Kreischgebiet, Banat und Bukowina in Rumänien. Manchmal werden auch die Baltischen Staaten (Estland, Lettland, Litauen), Rumänien, Slowenien, Kroatien, Ukraine und/oder Belarus dazugezählt.[1]

Landschaftlich gehört Ostösterreich zu Ostmitteleuropa, die Zuordnung Österreichs zu Westmitteleuropa wurzelt politisch-geographisch in der Zeit des mittleren 20. Jahrhunderts. Physisch ist hier die Grenze im Raum zwischen Alpen und Böhmischer Masse zu sehen. Diese Grenze entspricht etwa den klimatischen Grenzen des atlantischen Einflussbereichs zum Pannonischen Klima.
West- und Ostmitteleuropa in diesem weiteren Sinne zusammen entsprechen etwa auch dem Begriff Mitteleuropa oder Zentraleuropa, englisch Central Europe (CE).
Abzugrenzen ist diese kulturgeographische Region vom wirtschaftspolitischen Begriff MOEL Mittel- und osteuropäische Länder / CEE Central and Eastern Europe, einem Konzept, das etwas umfassender dem hier erwähnten Ostmitteleuropa entspricht oder umfassend östlicher zu sehen ist.

## Kriterien der Zugehörigkeit

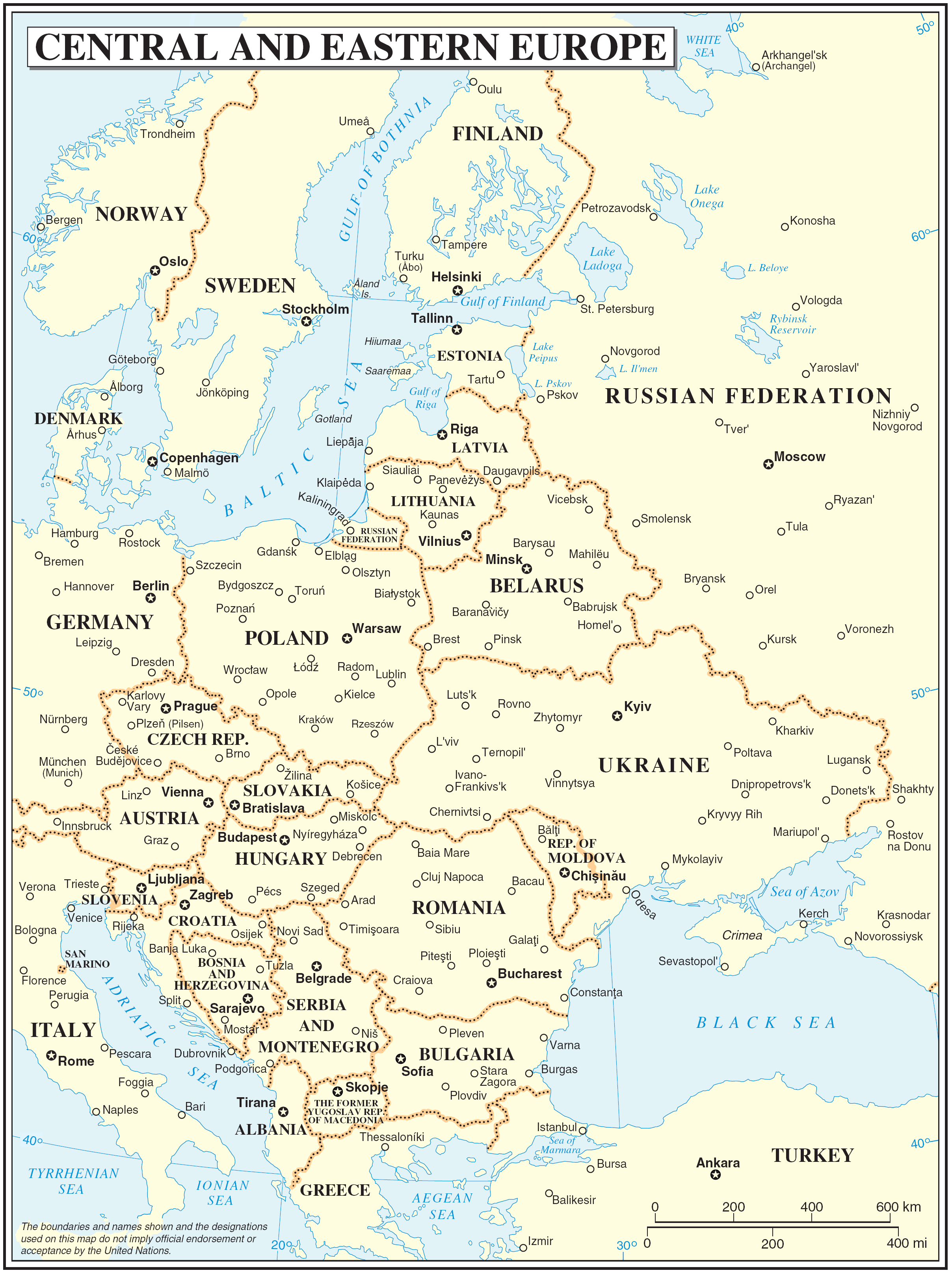
Zentral- und Osteuropa

1. Der größte Pfeiler der für die Berechtigung des Ostmitteleuropabegriffs und für die eindeutige Abgrenzung dieses Gebietes vom „geografischen“ Osteuropa (Russland, Ukraine etc.) ist die konfessionelle Zugehörigkeit zur westlichen Kirche. So ist in Polen, Ungarn etc. der Katholizismus bestimmend (in Ungarn ist aber auch der Calvinismus stark vertreten). Im Unterschied dazu ist südlich und östlich von Ostmitteleuropa der orthodoxe Glaube vertreten. Von jeher gelten das Erzbistum Vilnius und das Erzbistum Lemberg als östliche Grenzen des katholischen Europas.
2. Halecki definierte eine Reihe von gemeinsamen Strukturmerkmalen, die die Zugehörigkeit zu Ostmitteleuropa konstituieren. Die Region ist geprägt von Multiethnizität. Sie zeichnete sich im Mittelalter und in der frühen Neuzeit durch ständische Libertät aus. Gleichzeitig war ihre soziale Entwicklung durch die Entstehung der so genannten zweiten Leibeigenschaft gekennzeichnet. Ostmitteleuropa wurde durch die Herrschaft der beiden großen Dynastien der polnisch-litauischen Jagiellonen und der österreichischen Habsburger wesentlich geprägt. Im 19. Jahrhundert wurde Ostmitteleuropa von außen durch drei Imperien beherrscht: das deutsche Kaiserreich, das russische Kaiserreich und Österreich-Ungarn. In Opposition zur Herrschaft dieser Staaten entwickelte sich unter den Völkern Ostmitteleuropas ein ausgeprägter ethnischer und sprachlicher Nationalismus. Nicht wenige dieser Nationalbewegungen konnten nach dem Ersten Weltkrieg ihren eigenen Nationalstaat gründen. In der Zwischenkriegszeit war Ostmitteleuropa daher durch die Existenz zahlreicher relativ machtloser Staaten gekennzeichnet, die dann ab 1939 den Nationalsozialistischen Europaplänen zum Opfer fielen, um nach 1945 mit veränderten Grenzen unter die Dominanz der Sowjetunion zu fallen (typisches Beispiel: Tschechoslowakei). Nach 1990 machten die neuen Demokratien Ostmitteleuropas den größten Teil der Länder aus, die 2004 in die EU aufgenommen worden sind.

In neuerer Zeit setzten sich die Länder Ostmitteleuropas ebenfalls stark von ihren östlichen Nachbarn ab. Die neue Trennlinie lässt sich durch die neue Ost- und Südgrenze (die mit den jeweiligen Grenzen der neuen EU-Staaten – Polen, Ungarn usw. – übereinstimmen) der EU ausmachen. Das Kerngebiet Ostmitteleuropas sind die Staaten der Visegrád-Gruppe (Polen, Slowakei, Tschechien und Ungarn). Ihre Entwicklung hin zum EU-Beitritt zeichnete sich schon früher ab. In diesen Staaten begann in den 1980er Jahren eine Reformbereitschaft innerhalb der sozialistischen Parteien. Auf diese Weise konnte unter anderem die polnische Solidarność Fuß fassen. In Ungarn führte die Reformpolitik (um Gyula Horn) zur Hebung des Eisernen Vorhangs. Die grobe Grenze Ostmitteleuropas ist der (östliche) 24. Längengrad. In seinem gerühmten Bericht Berlin–Moskau. Eine Reise zu Fuß schreibt Wolfgang Büscher:

„Der Osten ist etwas, das keiner haben will. … Hatte ich in Brandenburg gefragt, wo der Osten anfange, war die Antwort gewesen: drüben in Polen natürlich. Fragte ich in Polen, hieß es: Der Osten fängt in Warschau an, na ja, im Grunde gehört Warschau schon dazu. Man versicherte mir, Westpolen und Ostpolen, das könne man nun wirklich nicht vergleichen, das sei doch etwas ganz anderes, ich werde schon sehen, wenn ich erst einmal östlich von Warschau sei. Eine andere Welt – provinzieller, ärmer, dreckiger. Östlich eben. Ostig, wie wir daheim sagen. Zonig. Östlich von Warschau stand die Antwort wiederum außer Zweifel: einfach die Landstraße nach Białystok hoch. Alles, was links von ihr liegt, westlich, ist katholisch, mithin gut polnisch. Was rechts von ihr liegt, ist weißrussisch-orthodox.“

## Forschungsinstitute mit Schwerpunkt Ostmitteleuropa
Ostmitteleuropa war das zentrale Forschungsthema der Ostforschung. Zu den wichtigen Forschern zählten unter anderem Karl Valentin Müller, Eugen Lemberg und der Historiker Hermann Aubin. Wichtige Forschungseinrichtungen waren die Prager Karls-Universität und das Collegium Carolinum.
- Herder-Institut (Marburg) Geschichte und Kultur Polens, Estlands, Lettlands, Litauens, Tschechiens, der Slowakei und der Region Kaliningrad
- Leibniz-Institut für Geschichte und Kultur des östlichen Europa
- Nordost-Institut

### Bibliografien
- Bibliografie / im Bibliotheks- und Bibliographieportal / Herder-Institut (Marburg)

### Zeitschriften
- Kultur- und geistesgeschichtliche Ostmitteleuropa-Studien. Bd. 1, 1982 ff., ZDB-ID 987541-4.
- Studien der Forschungsstelle Ostmitteleuropa an der Universität Dortmund. Bd. 1, 1986 ff., ISSN 0179-6356.
- Materialien und Studien zur Ostmitteleuropa-Forschung. Bd. 1, 1997 ff., ZDB-ID 2022037-6.
- Zeitschrift für Ostforschung. Bd. 1, 1952 – Bd. 43, 1994, ISSN 0044-3239; Fortgesetzt als: Zeitschrift für Ostmitteleuropa-Forschung. Bd. 44, 1995 ff., ISSN 0948-8294.

### Monografien und Sammelbände
In zeitlicher Reihenfolge
- Oskar Halecki: Grenzraum des Abendlandes. Eine Geschichte Ostmitteleuropas. Müller, Salzburg 1952 (engl. Originaltitel: Borderlands of western civilization.).
- Oskar Halecki: Europa, Grenzen und Gliederung seiner Geschichte. Gentner, Darmstadt 1957 (engl. Originaltitel: The Limits and divisions of European history.).
- Werner Conze: Ostmitteleuropa. Von der Spätantike bis zum 18. Jahrhundert. Beck, München 1992, ISBN 3-406-35985-X (2., unveränd. Auflage. ebenda 1993).
- Ferenc Glatz: Minderheiten in Ost-Mitteleuropa. Historische Analyse und ein politischer Verhaltenskodex. Europa Institut, Budapest 1993, ISBN 963-8312-05-X.
- Jenö Szücs: Die drei historischen Regionen Europas. 2. Auflage. Verlag Neue Kritik, Frankfurt am Main 1994, ISBN 3-8015-0240-6.
- Hansjürgen Brachmann (Hrsg.): Burg – Burgstadt – Stadt. Zur Genese mittelalterlicher nichtagrarischer Zentren in Ostmitteleuropa (= Forschungen zur Geschichte und Kultur des östlichen Mitteleuropa. Bd. 2). Akademie-Verlag, Berlin 1995, ISBN 3-05-002601-4.
- Jerzy Kłoczowski: East Central Europe in the historiography of the countries of the region. Institute of East Central Europe, Lublin 1995, ISBN 83-85854-14-2.
- Hugo Weczerka (Hrsg.): Stände und Landesherrschaft in Ostmitteleuropa in der frühen Neuzeit (= Historische und landeskundliche Ostmitteleuropa-Studien. Bd. 16). Herder-Institut, Marburg 1995, ISBN 3-87969-237-8.
- Joachim Bahlcke (Hrsg.): Ständefreiheit und Staatsgestaltung in Ostmitteleuropa. Übernationale Gemeinsamkeiten in der politischen Kultur vom 16. – 18. Jahrhundert (= Forschungen zur Geschichte und Kultur des östlichen Mitteleuropa. Bd. 4). Universitäts-Verlag, Leipzig 1996, ISBN 3-931922-23-5.
- Rudolf Jaworski, Robert Luft (Hrsg.): 1848/49, Revolutionen in Ostmitteleuropa (= Bad Wiesseer Tagungen des Collegium Carolinum. Bd. 18). Vorträge der Tagung des Collegium Carolinum in Bad Wiessee 1990. Oldenbourg, München 1996.
- Günter Prinzing, Maciej Salamon (Hrsg.): Byzanz und Ostmitteleuropa 950 – 1453 (= Mainzer Veröffentlichungen zur Byzantinistik. Bd. 3) Beiträge zu einer table-ronde des XIX. International Congress of Byzantine Studies, Kopenhagen 1996. Harrassowitz, Wiesbaden 1999, ISBN 3-447-04146-3.
- Inge Auerbach: Stände in Ostmitteleuropa. Alternativen zum monarchischen Prinzip in der frühen Neuzeit, Litauen und Böhmen. Sagner, München 1997, ISBN 3-87690-694-6.
- Hans Lemberg (Hrsg.): Ostmitteleuropa zwischen den beiden Weltkriegen. (1918–1939). Stärke und Schwäche der neuen Staaten, nationale Minderheiten (= Tagungen zur Ostmitteleuropa-Forschung. 3). Herder-Institut, Marburg 1997, ISBN 3-87969-257-2.
- Paul Robert Magocsi: Historical atlas of East Central Europe (= A history of East Central Europe. Vol. 1). 1. paperback edition, with corrections, 2nd printing. University of Washington Press, Seattle WA u. a. 1998, ISBN 0-295-97445-1.
- Joseph Rothschild: East Central Europe between the two World Wars (= A History of East Central Europe. Vol. 9). 8th printing. University of Washington Press, Seattle WA u. a. 1998, ISBN 0-295-95357-8.
- Ivo Bock, Kristiane Burchardi (Hrsg.): Recht und Kultur in Ostmitteleuropa (= Analysen zur Kultur und Gesellschaft im östlichen Europa. Bd. 8). Edition Temmen, Bremen 1999, ISBN 3-86108-331-0.
- Peter Haslinger (Hrsg.): Grenze im Kopf. Beiträge zur Geschichte der Grenze in Ostmitteleuropa (= Wiener Osteuropa-Studien. Bd. 11). Lang, Frankfurt am Main u. a. 1999, ISBN 3-631-34830-4.
- Hans Lemberg (Hrsg.): Grenzen in Ostmitteleuropa im 19. und 20. Jahrhundert. Aktuelle Forschungsprobleme (= Tagungen zur Ostmitteleuropa-Forschung 10). Herder-Institut, Marburg 2000, ISBN 3-87969-275-0.
- Heinz-Dietrich Löwe (Hrsg.): Minderheiten, Regionalbewusstsein und Zentralismus in Ostmitteleuropa (= Siebenbürgisches Archiv. Folge 3, Bd. 35). Böhlau, Köln u. a. 2000, ISBN 3-412-12799-X.
- Jan Foitzik (Hrsg.): Entstalinisierungskrise in Ostmitteleuropa 1953–1956. Vom 17. Juni bis zum ungarischen Volksaufstand, politische, militärische, soziale und nationale Dimensionen. Schöningh, Paderborn u. a. 2001, ISBN 3-506-72590-4.
- Joachim Bahlcke Arno Strohmeyer (Hrsg.): Die Konstruktion der Vergangenheit. Geschichtsdenken, Traditionsbildung und Selbstdarstellung im frühneuzeitlichen Ostmitteleuropa (= Zeitschrift für historische Forschung. Beiheft 29). Duncker und Humblot, Berlin 2002, ISBN 3-428-10795-0.
- Andreas R. Hofmann, Anno Veronika Wendland: Stadt und Öffentlichkeit in Ostmitteleuropa 1900–1939. Beiträge zur Entstehung moderner Urbanität zwischen Berlin, Charkiv, Tallinn und Triest (= Forschungen zur Geschichte und Kultur des östlichen Mitteleuropa. Bd. 14) Steiner, Stuttgart 2002, ISBN 3-515-07937-8.
- Robert Born (Hrsg.): Die Kunsthistoriographien in Ostmitteleuropa und der nationale Diskurs (= Humboldt-Schriften zur Kunst- und Bildgeschichte. Bd. 1). Gebr. Mann, Berlin 2004, ISBN 3-7861-2491-4.
- Harald Roth (Hrsg.): Studienhandbuch östliches Europa. Band 1: Geschichte Ostmittel- und Südosteuropas. 2., überarbeitete und aktualisierte Auflage, Böhlau, Köln/Weimar/Wien 2009, ISBN 978-3-412-20168-5.
- Joachim von Puttkamer: Ostmitteleuropa im 19. und 20. Jahrhundert (= Oldenbourg Grundriss der Geschichte. Bd. 38). Oldenbourg, München 2010, ISBN 978-3-486-58170-6.
- Christoph Augustynowicz: Geschichte Ostmitteleuropas – ein Abriss. 2., akt. Auflage, new academic press, Wien 2014, ISBN 978-3-7003-1908-5.